# Preußen Duisburg
Preußen Duisburg (offiziell: Duisburger Sportclub „Preußen“ von 1901 e. V.) ist ein Sportverein aus dem Duisburger Stadtteil Duissern. Der Verein wurde am 12. Juni 1901 gegründet. Die erste Fußballmannschaft nahm einmal an der Endrunde um die Westdeutsche Meisterschaft teil. Die erste Hockeymannschaft spielte drei Jahre in der Feldhockey-Bundesliga.

## Geschichte
Gegründet am 12. Juni 1901 durch 13 sportbegeisterte junge Männer entwickelte sich schon in den Anfangsjahren ein reges Sportleben. Fußball, Leichtathletik, Tennis, Cricket, Handball, Schlagball, Hockey, Eishockey, Schwimmen, Turnen und Gymnastik wurden in den Folgejahren ausgeübt. Heute verfügt der Verein über die drei Abteilungen Fußball, Hockey und Tennis. Die Preußen waren in ihren Anfangsjahren ein bürgerlich-elitärer Verein. Die Vereinsgründer waren Realschüler. Mitglied konnte man nur dann werden, wenn man über das Einjährigenzeugnis bzw. Obersekundareife verfügte.

### Fußball
Schon im Gründungsjahr fand das erste offizielle Fußballspiel gegen den Bocholter Fußballclub statt und wurde mit 4:0 gewonnen. Ab 1902 spielten die Fußballer in der seinerzeit erstklassigen 1. Klasse Rhein/Ruhr. Der sportliche Höhepunkt der Vereinsgeschichte wurde in der Saison 1908/09 erreicht, als sich die Preußen die Bezirksmeisterschaft durch einen 2:1-Entscheidungsspielsieg gegen den Duisburger SpV sicherten. Damit qualifizierte sich die Mannschaft für die Westdeutsche Meisterschaft. Dort schlugen sie zunächst den Casseler FV mit 8:5 und dann im Halbfinale den BV Dortmund 04 mit 4:1. Somit standen die Preußen im Endspiel, das gegen den FC München-Gladbach nur knapp mit 2:3 nach Verlängerung verloren wurde. Alfred Berghausen absolvierte am 16. Mai 1910 beim Spiel gegen Belgien sein erstes und einziges Spiel in der deutschen Nationalmannschaft.
Durch diesen Erfolg wurden die Duisburger in die neu geschaffene Zehnerliga aufgenommen, in der die spielstärksten Mannschaften des Rheinlandes zusammengefasst wurden. Der größte Erfolg hier war Platz sieben in der Saison 1911/12, wo die Preußen den Duisburger SpV zu Hause mit 4:1 schlugen und beim Meister Kölner BC 01 mit 1:0 gewannen. Ein Jahr später wurde die Zehnerliga wieder aufgelöst. Während des Ersten Weltkrieges wurde nur auf lokaler Ebene gespielt. 1915 verloren die Preußen das Endspiel um den Ruhrbezirkspokal gegen den Meidericher SV mit 2:3 nach Verlängerung, ein Jahr später scheiterte die Mannschaft im Endspiel um die Ruhrbezirksmeisterschaft am BV Altenessen 06.
Von 1917 bis August 1918 bildete Preußen Duisburg eine Kriegsspielgemeinschaft mit dem Duisburger SpV. Nach dem Ende des Ersten Weltkrieges kämpften die Preußen lange Zeit gegen den Abstieg aus der höchsten Spielklasse. Schließlich musste die Mannschaft 1927 in die Zweitklassigkeit hinunter. Der direkte Wiederaufstieg wurde um einen Punkt verpasst, ehe die Preußen 1928 in die Viertklassigkeit abrutschten. Ein Jahr später verzichtete der Verein sogar ganz auf die Austragung von Meisterschaftsspielen und forderte eine Rückkehr zum reinen Amateursport. Mit diesem Schritt ernteten die Preußen große Beachtung, allerdings rutschte der Verein sportlich in die Bedeutungslosigkeit ab.
Nach dem Ende des Zweiten Weltkrieges spielte die Mannschaft zunächst in einer Spielgemeinschaft mit dem Postsportverein Duisburg als Duisburger SC Blau-Weiß, die sich allerdings nur bis 1948 hielt. Nach vielen Jahren auf Kreisebene gelang 1972 der Aufstieg in die Bezirksliga. Nach einem vierten Platz in der Aufstiegssaison folgte ein Jahr später der Abstieg. Erst 1975 gelang der Wiederaufstieg, und die Preußen konnten sich bis 1980 in der Bezirksliga halten. Weitere Bezirksligagastspiele folgten in der Saison 1981/82 sowie von 2005 bis 2009. Sportlicher Höhepunkt der Nachkriegszeit war die Saison 2006/07, als die Preußen nur aufgrund der schlechteren Tordifferenz hinter Heimaterde Mülheim Vizemeister wurde. Seit dem Abstieg im Jahre 2013 spielte die erste Mannschaft der Preußen in der Kreisliga B.
In der Saison 2017/18 gelang dem DSC Preußen der Aufstieg in die Kreisliga A. Nach dem Abstieg in der darauffolgenden Saison gelang der direkte Wiederaufstieg, so dass sie in der Saison 2020/21 wieder in der Kreisliga A spielen. Nach dem 15. Platz in der Saison 2023/24 spielen sie wieder in der Kreisliga B, wo in der folgenden Saison der direkte Wiederaufstieg gelang.

### Hockey
Die Hockeyabteilung wurde im Jahre 1913 gegründet. Im Jahre 1937 nahmen die Preußen erstmals an einer Westdeutschen Meisterschaft teil. Der sportliche Aufschwung begann in den 1950er Jahren, als sich die Duisburger durch die Brüder Hans-Jürgen und Hugo Dollheiser verstärken konnten. Letzterer nahm mit der deutschen Nationalmannschaft an den Olympischen Spielen 1956 im australischen Melbourne teil, wo die Mannschaft Bronze gewann. Die erste Herrenmannschaft wurde im Jahre 1972 nach einem Sieg im Siebenmeterschießen gegen Eintracht Duisburg Westdeutscher Meister und setzte sich anschließend in der Aufstiegsrunde zur Bundesliga erfolgreich durch. Drei Jahre lang (1972–1975) spielte der DSC Preußen in der 1. Bundesliga und ist damit immer noch Duisburgs erfolgreichster Hockeyverein.

### Leichtathletik
Otto Trieloff wurde im Jahre 1908 deutscher Meister im 400-Meter-Lauf. Bei den Olympischen Spielen 1908 in London gewann Trieloff gemeinsam mit der deutschen Mannschaft die Silbermedaille in der olympischen Staffel. Ebenfalls an den Olympischen Spielen 1908 nahmen Andreas Breynck und Hermann von Bönninghausen teil. Von Bönninghausen verbesserte im Jahre 1907 zweimal den deutschen Rekord im Weitsprung. Breynck stellte im Jahre 1908 den deutschen Rekord im 1000-Meter-Lauf auf. Der Verein richtete im Jahre 1912 die Deutschen Leichtathletik-Meisterschaften aus.
Die Leichtathletikabteilung musste jedoch zum Ende 2015 eingestellt werden.

### Tennis
Die größten Erfolge der Tennisabteilung des DSC Preußen waren der Gewinn zweier "Deutscher Meisterschaften Herren 40" in den Jahren 2002 und 2006. Zudem wurde Preußen 2005 "Westdeutscher Meister".
Die Tennisabteilung von Preußen Duisburg hat zwischen 1973 und 2011 das internationale Preußen-Adler-Jugendturnier ausgetragen. Bekanntester Teilnehmer ist der Schweizer Weltklassespieler Roger Federer. 38 Jahre lang traten 16 internationale Jugendmannschaften gegeneinander an. Wegen fehlender Teilnehmer wurde das Turnier 2012 eingestellt.

## Persönlichkeiten
| - Alfred Berghausen - Andreas Breynk - Hans-Jürgen Dollheiser - Hugo Dollheiser | - Hans-Josef Kretschmann - Otto Trieloff - Hermann von Bönninghausen |